# Lac aux Goélands
Der Lac aux Goélands (Goélands ist der französische Name für Möwen) ist ein See im Nordosten der kanadischen Provinz Québec.

## Lage
Der Lac aux Goélands befindet sich in Nunavik, das Teil der Verwaltungsregion Nord-du-Québec ist. Der See liegt auf der Labrador-Halbinsel etwa 170 km nordöstlich von Schefferville. Der südwestlich gelegene Lac Resolution ist durch ein Sumpfgebiet vom Lac aux Goélands getrennt. Wichtige Zuflüsse erreichen den See vom südlich gelegenen Lac Raude und dem östlich gelegenen Lac Rochereau. Nach Westen fließt das Wasser des Lac aux Goélands zum benachbarten See Lac Théophile-Poitras und weiter zum Rivière George ab. Der Lac aux Goélands weist eine Länge von 37 km und eine Breite von 10 km auf. Die Seefläche beträgt 277 km².